# Liste von Haushaltsgerätschaften
Diese Liste von Haushaltsgerätschaften ist typologisch organisiert, das heißt in erster Linie nach Funktionen bzw. Form der Geräte. Sie umfasst sowohl Haushaltsgeräte, im Haushalt genutzte Handwerkzeuge und auch die sogenannten Großgeräte.
Nicht aufgenommen wurden Küchenutensilien und mechanische oder elektrische Küchengeräte. Siehe dazu die Liste von Küchengeräten. Auch Heimwerkergeräte und Geräte der Unterhaltungselektronik gehören nicht zu den Haushaltsgerätschaften.

## Reinigungsgeräte

### Bodenreinigung
- Besen
- Bohnermaschine
- Breitwischgerät
- Feudel
- Kehrblech
- Sprühextraktionsgerät
- Staubsauger
- Schrubber
- Teppichreiniger
- Mopp
- Wischmopp

### Bad- und Sanitärreinigung
- Saugglocke oder Pömpel
- Klobürste
- Fensterleder

### Universal-Reinigungsgeräte
- Dampfstrahlreiniger
- (Fenster-)Abzieher
- Handstaubsauger
- Hochdruckreiniger
- Putzeimer
- Staubwedel
- Wurzelbürste

## Körperpflege & Bad
- Epilierer
- Fußbad (Gerät)
- Haarbürste
- Haartrockner oder Fön
- Kamm
- Personenwaage, siehe Waage
- Rasierapparat
- Rasier- oder Schminkspiegel, siehe Spiegel
- Toilettenrollenhalter, siehe Klopapier
- Waschschüssel
- Zahnputzbecher, siehe Becher

## Tierhaltung und -pflege
- Aquarium
- Fellbürste
- Futterbox
- Futternapf
- Kleintierkäfig
- Terrarium
- Tiertransportbox
- Wassernapf

## Wäschebearbeitung
- Bügeleisen
- Bügelmaschine
- Dampfbügeleisen
- Dampfbügelstation
- Dosierhilfe
- Faltbrett
- Bügelbrett
- Heißmangel
- Krawattenbügler
- Wäscheklammer
- Wäschekorb
- Wäscheleine
- Wäschenetz
- Wäscheständer oder Wäschetrockner
- Waschmaschine
- (elektrischer) Waschtrockner

## Handarbeiten
- Einfädler
- Fadenschere
- Fingerhut
- Häkelnadeln
- Lochzange
- Maßband
- Nadelkissen
- Nähmaschine und Zubehör
- Nähnadeln
- Sicherheitsnadeln
- Spindel und Spinnrad
- Stecknadeln
- Stickrahmen
- Stoffschere
- Stopfei
- Strickliesel
- Strickmaschine und Zubehör
- Stricknadeln
- Webrahmen und Webschiffchen

## Beleuchtung
- Kerzen, Kerzenhalter
- Stehleuchte, Tischleuchte, Schreibtischleuchte

## Klima- und Wärmegeräte
- Heizlüfter
- Heizdecke
- Heizkissen
- Klimaanlage, Klimagerät
- Luftbefeuchter
- Luftentfeuchter
- Strahlungsheizung
- Ventilator
- (textile) Zudecke
- Zerstäuberflasche

## Elektrik
- Akkuladegerät und Akkus
- Batterietester
- Energiekostenmessgerät
- Kabeltrommel
- Lötkolben
- Luftbefeuchter
- Multimeter
- Mehrfachsteckdose
- Taschenlampe
- Verlängerungskabel
- Zeitschaltuhr

## Fitness-, Wellnessgeräte
- Crosstrainer
- Expander
- Heimtrainer
- Heizdecke und -kissen
- Laufband
- Massagegerät
- Ruderergometer
- Sonnenbank

## Sicherheit
- Alarmanlage
- Aquastop
- Bewegungsmelder
- CO-Warnmelder
- Feuerlöschdecke
- Feuerlöscher
- Nachtlicht
- Rauchmelder
- Tresor
- Überwachungskamera

## Sonstige (unsortiert)
- Gießkanne
- Haushaltsschere, siehe Schere
- Hammer
- Kaminbesteck
- Kleiderbügel
- Kleiderständer
- Schuhpoliermaschine
- Schuhspanner
- Schuhanzieher
- Tablett
- Leitern und Tritte
- Vorhängeschloss
- Wecker

Hinweis: Diese Liste ist nicht vollständig.